# تابورا ۷۲۱

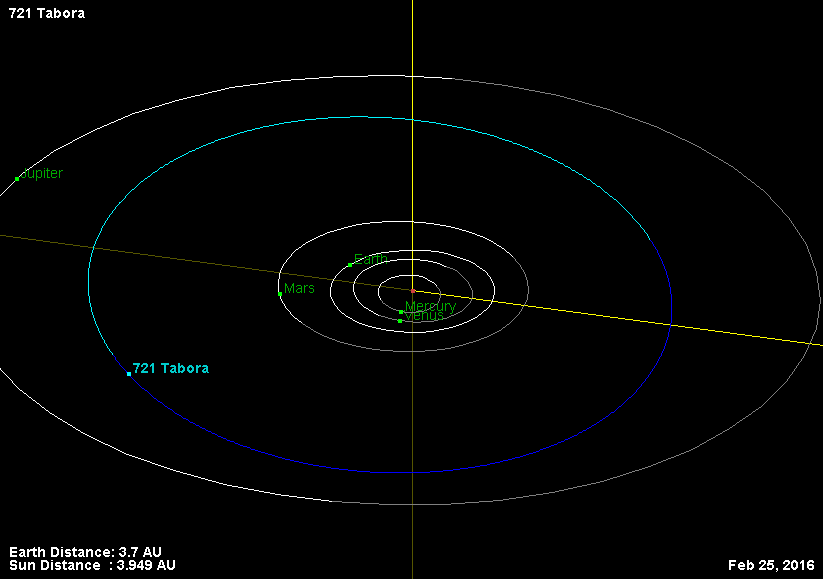
نمایی از محل قرارگیری سیارک تابورا ۷۲۱ در مدار – ۲۰۱۶

سیارک ۷۲۱ (به انگلیسی: 721 Tabora، نامگذاری:1911MZ) هفتصد و بیست و یکمین سیارک کشف شده‌است که در ۱۸ اکتبر ۱۹۱۱ و در هایدلبرگ کشف شد.
قدر مطلق سیارک برابر ۹٫۲۶ است.